# Sarabande porno
 Pour plus de détails, voir Fiche technique et Distribution
Sarabande porno (ou Esclaves sexuelles sur catalogue) est un film pornographique français réalisé par Claude Bernard-Aubert sous le pseudonyme de Burd Trandbaree et sorti sur les écrans en 1977.

## Synopsis
Un jeune couple découvre une agence de vente aux enchères de femmes, en guise d'esclaves sexuelles.

## Fiche technique
- Titre : Sarabande porno
- Réalisateur : Claude Bernard-Aubert comme Burd Trandbaree
- Musique : Alain Goraguer (comme Paul Vernon)
- Production : Claude Bernard-Aubert, Shangrila Productions
- Distribution :
- Durée : 1 h 30
- VHS : 1 h 23 - DVD : 1 h 04
- Pays :  France
- Genre : pornographie
- Date de sortie : 1977

## Distribution
- Richard Allan
- Emmanuelle Parèze
- Jacques Marbeuf
- Bernard Hug
- Erika Cool
- Maude Carolle
- Karine Gambier
- Lilian Allan
- Brigitte Lahaie
- Sophie Bulle
- Danièle Troeger
- Dolly Wessoly
- Amanda
- Véronique Maugarski
- Evelyne Manta
- Elisabeth Buré

## Scènes
- Scène 1 : Brigitte Lahaie, Danièle Troeger, Karine Gambier
- Scène 2 (audition) : Erika Cool, Evelyne Manta, Sophie Bulle, Elisabeth Buré et une inconnue
- Scène 3 : Erika Cool, Danièle Troeger
- Scène 4 (vie à 5) : Maude Carolle, Danièle Troeger, Erika Cool
- Scène 5 (arrière scène avant nouveau casting, coupée sur le DVD)  : Danièle Troeger, Erika Cool, Dolly Wessoly, Karine Gambier, Evelyne Manta, Sophie Bulle et 1 inconnue
- Scène 6 : Dolly Wessoly
- Scène 7 : Emmanuelle Parèze, Lilian Allan, Amanda, Véronique Maugarski